# Seznam izraelskih fizikov
Seznam izraelskih fizikov.

## A
- Yakir Aharonov (1932 –) (rusko-izraelski)
- Michael Aizenman (1945 –)

## B
- Jacob David Bekenstein (1947 – 2015)

## D
- Cyril Domb (1920 – 2012) (angleško-izraelski)

## E
- Avšalom Elitzur (1957 –)

## F
- Benjamin Fain (1930 – 2013) (rusko-izraelski)

## G
- Jurij Abramovič Golfand (Юрий Абрамович Гольфанд) (1922 – 1994) (rusko-izraelski)

## K
- Bruria Kaufman (1918 – 2010)

## L
- Mario Livio (1945 –) (romunsko-izraelsko-ameriški astrofizik, popularizator znanosti in matematike)

## M
- Mordehai Milgrom (1957 –)

## N
- Smadar Naoz (1978)
- Yuval Ne'eman (1925 – 2006)

## O
- Amos Ori (1956 –)

## P
- Asher Peres (1934 – 2005)
- Tsvi Piran (1949 –)

## R
- Giulio Racah (1909 – 1965)
- Nathan Abraham Rosen (1909 – 1995)

## S
- Dan Shechtman (1941 –)

## V
- Lev Vaidman (1955 –) (rusko-izraelski)